# チェルシー・クラーク
チェルシー・クラーク（Chelsea Clark、1998年5月5日 - ）は、カナダの女優です。

## 主な出演作品
- ルーキーブルー (2010)
- 男の子との生活 (2011)
- スタンレー・ダイナミック (2015)
- デグラッシ: 次のクラス (2016 − 2017)
- 良い魔女 (2018)
- トークン (2019)
- レッツゴールーナ！ (2020)
- ジニー＆ジョージア (2021 − 現在)